# Gustav Adolf av Hohenlohe-Schillingsfürst
Gustav Adolf av Hohenlohe-Schillingsfürst, född 26 februari 1823 Rotenburg, död 30 oktober 1896 i Rom, var en tysk furste och kyrkoman. Han var bror till Chlodwig zu Hohenlohe-Schillingsfürst.
Hohenlohe-Schillingfürst blev katolsk präst 1849 och kardinal 1866. Han bekämpade dogmen om påvens ofelbarhet och utsågs av Otto von Bismarck till Tysklands sändebud vid påvestolen men förvägrades erkännande av Pius IX. 1879-85 var han biskop i Albano. Hohenlohe-Schillingfürst spelade en viss roll vid kulturkampens avveckling.